# Viracachá (kommun)
Viracachá är en kommun i Colombia.   Den ligger i departementet Boyacá, i den centrala delen av landet, 120 km nordost om huvudstaden Bogotá. Antalet invånare är 3 477.